# Mikel Larrañaga
Mikel Larrañaga (Orio, 16 de septiembre de 1962) es un actor español, conocido por interpretar el papel de Roberto Olmedo en la telenovela Acacias 38.

## Biografía
Mikel Larrañaga nació el 16 de septiembre de 1962 en Orio, provincia de Gipuzkoa (España). Es un actor de cine, televisión y teatro.

## Carrera
Mikel Larrañaga se formó actoralmente en el Taller de Artes Escénicas (TAE) de San Sebastián, e inició su carrera como actor de teatro en la compañía Teatro Estudio de San Sebastián. En 2007 debutó en el cine con la película Todos estamos invitados, dirigida por Manuel Gutiérrez Aragón. Al año siguiente, en 2008, participó en la serie Goenkale. En 2010 intervino en la película The last passage (El último paso), dirigida por Enara Goikoetxea. En 2011 formó parte del reparto del telefilm Sabin, dirigido por Patxi Barko. El mismo año participó en el cortometraje El bolígrafo, dirigido por Unai García. En 2014 coprotagonizó el cortometraje Quimera, dirigido por Barjacob Hermanos.
En 2017 dio vida al padre de Ane en la película El guardián invisible, dirigida por Fernando González Molina. En el mismo año, protagonizó el cortometraje Truco o trato, dirigido por Alfredo Izquierdo. En 2018 coprotagonizó el cortometraje Twice, dirigido por Alfredo Izquierdo, y al año siguiente, en 2019, participó en la serie Ihesaldia, y en el cortometraje Requiem dirigido por Alfredo Izquierdo. En 2020 fue elegido por TVE para interpretar el papel de Roberto Olmedo en la telenovela emitida en La 1, Acacias 38, donde actuó junto a actores como Ana Goya, Pablo Carro, Carla Campra, Marcial Álvarez, Olga Haenke, Carlos de Austria y Ástrid Janer. En 2022 formó parte de la serie Intimidad. En 2023 intervino en el reparto de la serie Las Pelotaris 1926, que se emitió en la plataforma ViX+, y actualmente se puede ver en SkyShowtime. En ese mismo año, dio vida al arrantzale Xabi en la serie Itxaso en emisión en ETB y en Netflix. También en 2023 formó parte del reparto de la serie Querer, dirigida por Alauda Ruiz de Azúa, y que se estrenará en Movistar+. En 2024 intervino en la serie La promesa, de TVE1, donde interpreta a Eusebio Bueno, padre de Abel. Asimismo, ha protagonizado spots publicitarios para marcas como Mutua Madrileña, Leroy Merlín o Palacios. 

## Filmografía

### Cine
| Año  | Título                            | Personaje        | Director                 |
| ---- | --------------------------------- | ---------------- | ------------------------ |
| 2007 | Todos estamos invitados           |                  | Manuel Gutiérrez Aragón  |
| 2010 | The last passage - El último paso | Enara Goikoetxea |                          |
| 2017 | El guardian invisible             | Padre Ane        | Fernando Gonzalez Molina |

### Televisión
| Año         | Título     | Personaje                                       | Notas         |
| ----------- | ---------- | ----------------------------------------------- | ------------- |
| 2008 y 2010 | Goenkale   |                                                 |               |
| 2011        | Sabin      | Película de televisión dirigida por Patxi Barko |               |
| 2019        | Ihesaldia  |                                                 |               |
| 2020        | Acacias 38 | Roberto Olmedo                                  | 110 episodios |
| 2024        | La Promesa | Eusebio Bueno                                   | 4 Episodios   |

### Web TV
| Año  | Título    |
| ---- | --------- |
| 2022 | Intimidad |

### Cortometrajes
| Año  | Título        | Director          |
| ---- | ------------- | ----------------- |
| 2011 | El bolígrafo  | Unai Garcia       |
| 2014 | Quimera       | Barjacob Hermanos |
| 2017 | Truco a trato | Alfredo Izquierdo |
| 2018 | Twice         | Alfredo Izquierdo |
| 2019 | Requiem       | Alfredo Izquierdo |

## Teatro
| Año  | Título                                   | Director                                  | Teatro      |
| ---- | ---------------------------------------- | ----------------------------------------- | ----------- |
| 2008 | El amante                                | Manolo Gomez                              |             |
| 2009 | El año de Ricardo / Rikardoren Urtea     | Ana Perez                                 |             |
| 2010 | El tiempo y los Conway                   | Manolo Gomez                              |             |
| 2010 | La gran via Zarzuela                     | Enrique Ruiz                              |             |
| 2010 | El caso de las petunias pisoteadas       | Manolo Gomez                              |             |
| 2010 | El huésped del Sevillano Zarzuela        | Josean Garcia                             |             |
| 2011 | ¿Cuánto cuesta del hierro?               | Manolo Gomez                              |             |
| 2011 | Contratación de mano de obra             | Manolo Gomez                              |             |
| 2012 | La del manojo de rosas Zarzuela          | Josean Garcia                             |             |
| 2012 | El chico de la última fila               | Manolo Gomez                              |             |
| 2012 | Katiuska Zarzuela                        | Josean Garcia y Ana Miranda               |             |
| 2013 | La tabernera del puerto Zarzuela         | Josean Garcia                             |             |
| 2013 | Antologia De Sorozabal Zarzuela          | Josean Garcia                             |             |
| 2014 | Terror y miseria en el primer Franquismo | Manolo Gomez                              |             |
| 2014 | Gigantes y Cabezudos Zarzuela            | Miguel Echegaray y M. Fernandez Caballero |             |
| 2015 | La Azotea                                | Iñigo Antsorregi y Manolo Gomez           |             |
| 2015 | La rosa del azafrán Zarzuela             | Jacinto Guerrero                          |             |
| 2015 | Ensayos para siete                       | Manolo Gomez                              |             |
| 2015 | Una comedia española                     | Manolo Gomez                              |             |
| 2016 | Zabaltza                                 | Iñigo Antsorregi                          | Microteatro |
| 2019 | Tartufo de M.A.                          | Marga Altolagirre                         |             |
| 2019 | Baile de huesos                          |                                           |             |
| 2019 | Los perjuicios del tabaco                | Teatro estudio de San Sebastián           |             |

## Programas de televisión
| Año  | Título       |
| ---- | ------------ |
| 2010 | 4 Estaciones |

## Comerciales
| Año  | Título          |
| ---- | --------------- |
| 2017 | Mutua madrileña |
| 2019 | Leroy Merlin    |